# 景美溪左右岸親子生活自行車道

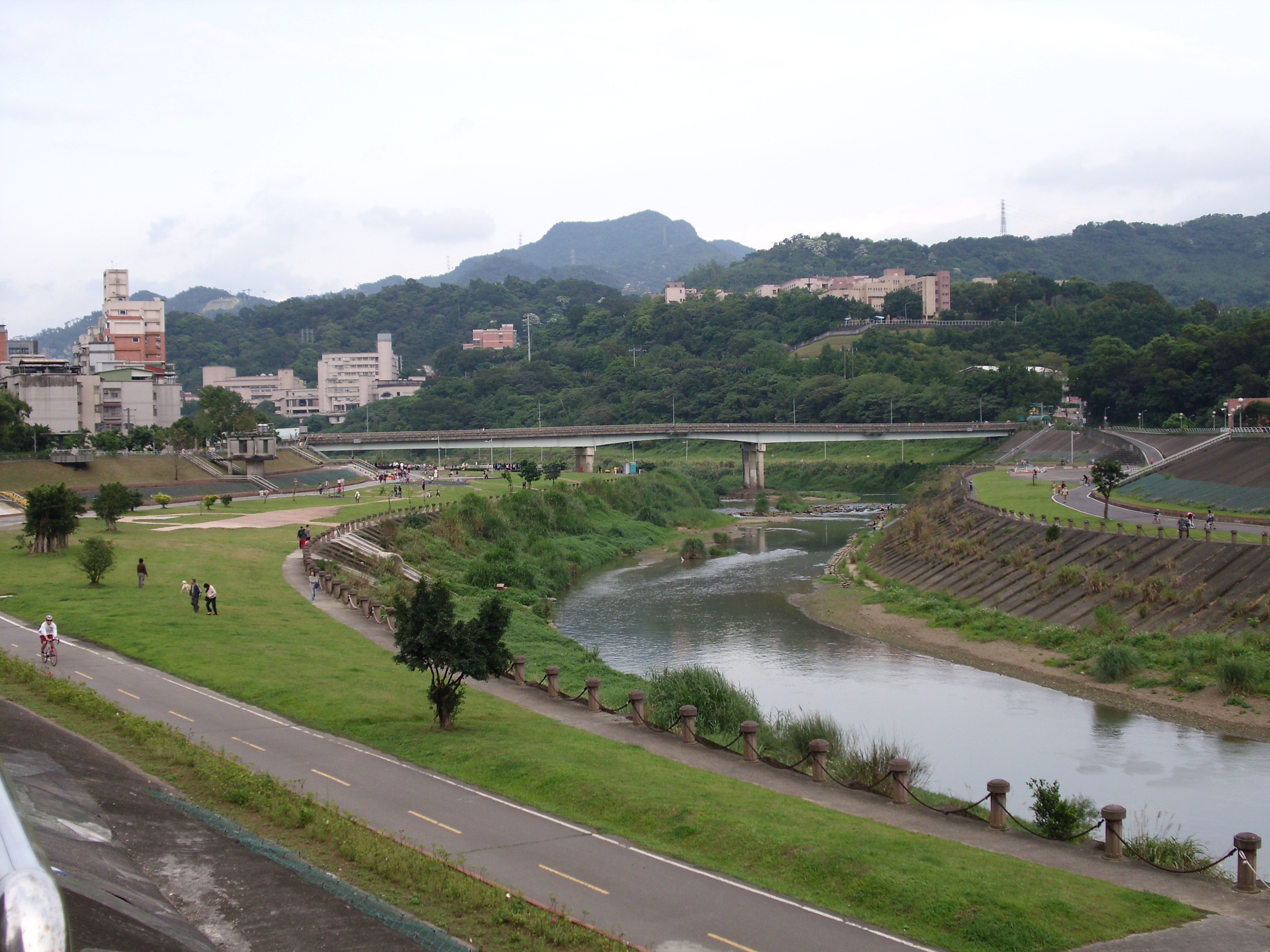
往上游方向到木柵恆光橋段

景美溪左右岸親子生活自行車道，是一條位於臺北市及新北市的河岸自行車道，路線起點自臺北市溪州街溪州疏散門至新北市北深路三段155巷。

## 周邊景點(下游至上游)
- 景美河濱公園
- 木柵河濱公園
- 道南河濱公園
- 國立政治大學
- 臺北市立動物園
- 東南科技大學

## 簡介
自行車道由溪州疏散門起至一壽橋僅景美溪北側建置；臺北市立動物園至北深路三段155巷僅景美溪南側建置，其餘路段皆景美溪雙邊設置車道，車道目前僅剩木柵路五段萬福橋至文和橋段南側人行道未進行拓寬，其餘皆已經完工。

## 新北市段
2011年6月新北市協同臺北市規劃「臺北市立動物園～平埔橋」段的自行車道，使臺北市立動物園與深坑老街串連成線，一方面推動自行車遊深坑、疏緩車流量、降低廢氣排放濃度，另一方面結合鄰近景點，帶動深坑地區觀光發展。
依據雙邊政府的規劃內容，新北市端路線為銜接既有景美溪防汛道路、連接北深路至深坑街深坑區公所；臺北市端路線則採取拓寬木柵路五段人行道為主，完整規劃動線為：臺北市立動物園－萬福橋－木柵路－新北/臺北市界－景美溪防汛道路－白鷺橋－文山路旁產業道路－中正橋左岸防汛道路－平埔橋。
但是規劃終究比不上變化，由於「北深路三段155巷－中正橋」水利署並無設置防汛道路及松新公司取消都市更新計畫等原因，使得本段路線須騎乘北深路三段經深坑郵局（白鷺橋）後至中正橋抵深坑街。2019年9月的新北市政府449次市政會議政中提到本段未來將結合十河局新建堤防施作，惟目前堤防都符合防洪保護標準，尚無新建計畫，後續將再與水利署討論。
2019年10月，甫開放的中正橋左岸防汛道路已禁止任何車輛進入，此段必須改道文山路二段30巷。

## 外部連結
- 新北市河濱自行車道導覽圖 （页面存档备份，存于）
- 景美溪左右岸親子生活自行車道 （页面存档备份，存于）